# 巴纳纳尔
巴纳纳尔是巴西圣保罗州的一个市镇。总面积616.32平方公里，总人口10233人，人口密度16.6人/平方公里。